# Liste des chansons interprétées par Hubert-Félix Thiéfaine
Cet article recense les chansons interprétées par Hubert-Félix Thiéfaine ayant fait l'objet d'une diffusion sur disque,,.
Tous les textes ont été écrits par Hubert-Félix Thiéfaine, sauf That angry man on the pier écrit par Boris Bergman.
| Année | Titre                                                                | Compositeur                                 | Producteur                                      | Label         | Durée | Album                                                              |
| ----- | -------------------------------------------------------------------- | ------------------------------------------- | ----------------------------------------------- | ------------- | ----- | ------------------------------------------------------------------ |
| 1981  | 113e cigarette sans dormir                                           | Hubert-Félix Thiéfaine                      | Hervé Bergerat                                  | Sterne        | 05:51 | Dernières balises (avant mutation)                                 |
| 1978  | 22 mai                                                               | Hubert-Félix Thiéfaine                      | Hervé Bergerat                                  | Sterne        | 05:13 | Tout corps vivant branché sur le secteur étant appelé à s'émouvoir |
| 1996  | 24 heures dans la nuit d'un faune                                    | Hubert-Félix Thiéfaine                      | Tony Carbonare                                  | Tristar Music | 04:15 | La Tentation du bonheur                                            |
| 1998  | 27e heure : suite faunesque                                          | Hubert-Félix Thiéfaine                      | Tony Carbonare                                  | Tristar Music | 09:06 | Le Bonheur de la tentation                                         |
| 1990  | 542 lunes et 7 jours environ                                         | Hubert-Félix Thiéfaine                      | Barry Reynolds                                  | Justine       | 04:42 | Chroniques bluesymentales                                          |
| 1982  | Ad Orgasmum Æternum                                                  | Claude Mairet                               | Hervé Bergerat                                  | Masq / Sterne | 04:20 | Soleil cherche futur                                               |
| 1986  | Affaire Rimbaud                                                      | Claude Mairet et Hubert-Félix Thiéfaine     | Tony Carbonare                                  | Masq / Sterne | 03:20 | Météo für nada                                                     |
| 1979  | Alligators 427                                                       | Hubert-Félix Thiéfaine                      | Hervé Bergerat, Tony Carbonare                  | Masq / Sterne | 05:02 | Autorisation de délirer                                            |
| 2001  | Also sprach Winnie l'ourson                                          | Franck Pilant                               | Jeff Cahours                                    | Epic          | 07:16 | Défloration 13                                                     |
| 2007  | Amant sous contrôle                                                  | Paul Personne                               | Alain Lahana, Francine Nicolas, François Pinard | RCA           | 04:25 | Amicalement blues (en collaboration avec Paul Personne)            |
| 1988  | Amants destroy                                                       | Claude Mairet                               | Hervé Bergerat, Tony Carbonare                  | Masq / Sterne | 04:25 | Eros über alles                                                    |
| 2014  | Amour désaffecté                                                     | JP Nataf                                    | Dominique Ledudal, Lucas Thiéfaine              | Sony Music    | 04:12 | Stratégie de l'inespoir                                            |
| 2014  | Angélus                                                              | Yan Péchin                                  | Dominique Ledudal, Lucas Thiéfaine              | Sony Music    | 03:32 | Stratégie de l'inespoir                                            |
| 1993  | Animal en quarantaine                                                | Hubert-Félix Thiéfaine                      | Chris Spedding                                  | Tristar Music | 04:25 | Fragments d'hébétude                                               |
| 1979  | Autorisation de délirer                                              | Hubert-Félix Thiéfaine                      | Hervé Bergerat, Tony Carbonare                  | Masq / Sterne | 01:15 | Autorisation de délirer                                            |
| 1982  | Autoroutes jeudis d'automne                                          | Hubert-Félix Thiéfaine                      | Hervé Bergerat                                  | Masq / Sterne | 03:45 | Soleil cherche futur                                               |
| 2007  | Avenue de l'amour                                                    | Paul Personne                               | Alain Lahana, Francine Nicolas, François Pinard | RCA           | 05:03 | Amicalement blues (en collaboration avec Paul Personne)            |
| 1986  | Bipède à station verticale                                           | Claude Mairet                               | Tony Carbonare                                  | Masq / Sterne | 03:50 | Météo für nada                                                     |
| 1996  | Bonus track : La nostalgie de Dieu (version unplugged)               | Hubert-Félix Thiéfaine                      | Tony Carbonare                                  | Tristar Music | 01:07 | La Tentation du bonheur                                            |
| 1998  | Bouton de rose                                                       | Hubert-Félix Thiéfaine                      | Tony Carbonare                                  | Tristar Music | 04:02 | Le Bonheur de la tentation                                         |
| 1993  | Bruit de bulles                                                      | Hubert-Félix Thiéfaine                      | Chris Spedding                                  | Tristar Music | 04:51 | Fragments d'hébétude                                               |
| 1984  | Buenas noches                                                        | Claude Mairet                               | Tony Carbonare                                  | Sterne        | 04:50 | Alambic / Sortie Sud                                               |
| 1981  | Cabaret Ste-Lilith                                                   | Claude Mairet                               | Hervé Bergerat                                  | Sterne        | 05:46 | Dernières balises (avant mutation)                                 |
| 2001  | Camélia : huile sur toile (à Charles Belle)                          | Hubert-Félix Thiéfaine                      | Jeff Cahours                                    | Epic          | 05:09 | Défloration 13                                                     |
| 1990  | Caméra terminus                                                      | Hubert-Félix Thiéfaine                      | Barry Reynolds                                  | Justine       | 03:38 | Chroniques bluesymentales                                          |
| 1984  | Chambre 2023 (et des poussières)                                     | Claude Mairet                               | Tony Carbonare                                  | Sterne        | 06:15 | Alambic / Sortie Sud                                               |
| 1980  | Comme un chien dans un cimetière                                     | Hubert-Félix Thiéfaine                      | Hervé Bergerat                                  | Sterne        | 04:47 | De l'amour, de l'art ou du cochon                                  |
| 2011  | Compartiment C voiture 293 Edward Hopper 1938                        | Roberto Briot                               | Edith Fambuena, Jean-Louis Piérot               | Sony Music    | 03:28 | Suppléments de mensonge                                            |
| 2005  | Confessions d'un never been                                          | JP Nataf                                    | Philippe Paradis                                | RCA           | 05:14 | Scandale mélancolique                                              |
| 1996  | Copyright apéro mundi                                                | Hubert-Félix Thiéfaine                      | Tony Carbonare                                  | Tristar Music | 04:53 | La Tentation du bonheur                                            |
| 1979  | Court-métrage                                                        | Hubert-Félix Thiéfaine                      | Hervé Bergerat, Tony Carbonare                  | Masq / Sterne | 03:14 | Autorisation de délirer                                            |
| 1993  | Crépuscule transfert                                                 | Hubert-Félix Thiéfaine                      | Chris Spedding                                  | Tristar Music | 05:27 | Fragments d'hébétude                                               |
| 1996  | Critique du chapitre 3                                               | Hubert-Félix Thiéfaine                      | Tony Carbonare                                  | Tristar Music | 03:23 | La Tentation du bonheur                                            |
| 1998  | Dans quel état terre ?                                               | Hubert-Félix Thiéfaine                      | Tony Carbonare                                  | Tristar Music | 04:43 | Le Bonheur de la tentation                                         |
| 1980  | De l'amour, de l'art ou du cochon                                    | Tony Carbonare                              | Hervé Bergerat                                  | Sterne        | 04:00 | De l'amour, de l'art ou du cochon                                  |
| 1990  | Demain les kids                                                      | Hubert-Félix Thiéfaine                      | Barry Reynolds                                  | Justine       | 05:30 | Chroniques bluesymentales                                          |
| 1979  | Dernière station avant l'autoroute                                   | Hubert-Félix Thiéfaine                      | Hervé Bergerat, Tony Carbonare                  | Masq / Sterne | 00:40 | Autorisation de délirer                                            |
| 1996  | Des adieux...                                                        | Hubert-Félix Thiéfaine                      | Tony Carbonare                                  | Tristar Music | 04:06 | La Tentation du bonheur                                            |
| 1986  | Dies ole sparadrap Joey                                              | Claude Mairet                               | Tony Carbonare                                  | Masq / Sterne | 04:50 | Météo für nada                                                     |
| 1986  | Diogène série 87                                                     | Claude Mairet                               | Tony Carbonare                                  | Masq / Sterne | 05:30 | Météo für nada                                                     |
| 2007  | Distance                                                             | Paul Personne                               | Alain Lahana, Francine Nicolas, François Pinard | RCA           | 05:15 | Amicalement blues (en collaboration avec Paul Personne)            |
| 1988  | Droïde song                                                          | Claude Mairet et Hubert-Félix Thiéfaine     | Hervé Bergerat, Tony Carbonare                  | Masq / Sterne | 04:50 | Eros über alles                                                    |
| 2001  | Éloge de la tristesse                                                | Hubert-Félix Thiéfaine                      | Jeff Cahours                                    | Epic          | 04:40 | Défloration 13                                                     |
| 2007  | Émeute émotionnelle                                                  | Paul Personne                               | Alain Lahana, Francine Nicolas, François Pinard | Sony Music    | 04:06 | Amicalement blues (en collaboration avec Paul Personne)            |
| 1998  | Empreintes sur négatif                                               | Hubert-Félix Thiéfaine                      | Tony Carbonare                                  | Tristar Music | 03:22 | Le Bonheur de la tentation                                         |
| 2014  | En remontant le fleuve                                               | Hubert-Félix Thiéfaine                      | Dominique Ledudal, Lucas Thiéfaine              | Sony Music    | 07:23 | Stratégie de l'inespoir                                            |
| 1993  | Encore un petit café                                                 | Hubert-Félix Thiéfaine                      | Chris Spedding                                  | Tristar Music | 04:47 | Fragments d'hébétude                                               |
| 1979  | Enfermé dans les cabinets (avec la fille mineure des 80 chasseurs)   | Hubert-Félix Thiéfaine                      | Hervé Bergerat, Tony Carbonare                  | Masq / Sterne | 03:39 | Autorisation de délirer                                            |
| 1986  | Errer humanum est                                                    | Claude Mairet et Hubert-Félix Thiéfaine     | Tony Carbonare                                  | Masq / Sterne | 04:15 | Météo für nada                                                     |
| 1993  | Est-ce ta première fin de millénaire ?                               | Hubert-Félix Thiéfaine                      | Chris Spedding                                  | Tristar Music | 03:15 | Fragments d'hébétude                                               |
| 1998  | Eurydice nonante sept                                                | Hubert-Félix Thiéfaine                      | Tony Carbonare                                  | Tristar Music | 04:17 | Le Bonheur de la tentation                                         |
| 1998  | Exercice de simple provocation avec 33 fois le mot « coupable »      | Hubert-Félix Thiéfaine                      | Tony Carbonare                                  | Tristar Music | 08:57 | Le Bonheur de la tentation                                         |
| 1981  | Exil sur planète fantôme                                             | Hubert-Félix Thiéfaine                      | Hervé Bergerat                                  | Sterne        | 03:50 | Dernières balises (avant mutation)                                 |
| 1982  | Exit to chatagoune-goune                                             | Claude Mairet                               | Hervé Bergerat                                  | Masq / Sterne | 03:56 | Soleil cherche futur                                               |
| 1984  | Femme de Loth                                                        | Claude Mairet                               | Tony Carbonare                                  | Sterne        | 03:30 | Alambic / Sortie Sud                                               |
| 2014  | Fenêtre sur désert                                                   | Arman Méliès                                | Dominique Ledudal, Lucas Thiéfaine              | Sony Music    | 04:11 | Stratégie de l'inespoir                                            |
| 2011  | Fièvre résurrectionnelle                                             | Ludéal                                      | Edith Fambuena, Jean-Louis Piérot               | Sony Music    | 03:32 | Suppléments de mensonge                                            |
| 1993  | Fin de partie                                                        | Hubert-Félix Thiéfaine                      | Chris Spedding                                  | Tristar Music | 04:50 | Fragments d'hébétude                                               |
| 1998  | Final Abdallah                                                       | Hubert-Félix Thiéfaine                      | Tony Carbonare                                  | Tristar Music | 01:17 | Le Bonheur de la tentation                                         |
| 2011  | Garbo XW machine                                                     | JP Nataf                                    | Edith Fambuena, Jean-Louis Piérot               | Sony Music    | 04:31 | Suppléments de mensonge                                            |
| 1980  | Groupie 89 Turbo 6                                                   | Hubert-Félix Thiéfaine                      | Hervé Bergerat                                  | Sterne        | 05:05 | De l'amour, de l'art ou du cochon                                  |
| 2001  | Guichet 102                                                          | Hubert-Félix Thiéfaine                      | Jeff Cahours                                    | Epic          | 04:42 | Défloration 13                                                     |
| 2005  | Gynécées (en duo avec Cali)                                          | Bruno Caliciuri et Cali                     | Philippe Paradis                                | RCA           | 02:28 | Scandale mélancolique                                              |
| 2011  | Infinitives Voiles                                                   | Arman Méliès                                | Edith Fambuena, Jean-Louis Piérot               | Sony Music    | 05:52 | Suppléments de mensonge                                            |
| 1988  | Je ne sais plus quoi faire pour te décevoir                          | Claude Mairet et Hubert-Félix Thiéfaine     | Hervé Bergerat, Tony Carbonare                  | Masq / Sterne | 03:35 | Eros über alles                                                    |
| 1988  | Je suis partout                                                      | Claude Mairet                               | Hervé Bergerat, Tony Carbonare                  | Masq / Sterne | 04:05 | Eros über alles                                                    |
| 1978  | Je t'en remets au vent                                               | Hubert-Félix Thiéfaine                      | Hervé Bergerat                                  | Sterne        | 02:23 | Tout corps vivant branché sur le secteur étant appelé à s'émouvoir |
| 2001  | Joli mai mois de Marie                                               | Hubert-Félix Thiéfaine                      | Jeff Cahours                                    | Epic          | 05:18 | Défloration 13                                                     |
| 2007  | Juste avant l’enfer                                                  | Paul Personne                               | Alain Lahana, Francine Nicolas, François Pinard | RCA           | 03:33 | Amicalement blues (en collaboration avec Paul Personne)            |
| 1993  | Juste une valse noire                                                | Hubert-Félix Thiéfaine                      | Chris Spedding                                  | Tristar Music | 03:59 | Fragments d'hébétude                                               |
| 2014  | Karaganda (Camp 99)                                                  | Hubert-Félix Thiéfaine                      | Dominique Ledudal, Lucas Thiéfaine              | Sony Music    | 05:33 | Stratégie de l'inespoir                                            |
| 1980  | L'Agence des amants de madame Müller                                 | Hubert-Félix Thiéfaine                      | Hervé Bergerat                                  | Sterne        | 08:48 | De l'amour, de l'art ou du cochon                                  |
| 1980  | L'Amour mou                                                          | Hubert-Félix Thiéfaine                      | Hervé Bergerat                                  | Sterne        | 02:27 | De l'amour, de l'art ou du cochon                                  |
| 2007  | L'Appel de la forêt                                                  | Paul Personne                               | Alain Lahana, Francine Nicolas, François Pinard | RCA           | 03:56 | Amicalement blues (en collaboration avec Paul Personne)            |
| 1978  | L'Ascenseur de 22 h 43 (1re partie)                                  | Hubert-Félix Thiéfaine                      | Hervé Bergerat                                  | Sterne        | 03:07 | Tout corps vivant branché sur le secteur étant appelé à s'émouvoir |
| 1978  | L'Ascenseur de 22 h 43 (2e partie)                                   | Hubert-Félix Thiéfaine                      | Hervé Bergerat                                  | Sterne        | 02:56 | Tout corps vivant branché sur le secteur étant appelé à s'émouvoir |
| 2005  | L'Étranger dans la glace                                             | Jérémie Kisling                             | Philippe Paradis                                | RCA           | 03:57 | Scandale mélancolique                                              |
| 1979  | L'Homme politique, le rollmops et la cuve à mazout                   | Hubert-Félix Thiéfaine                      | Hervé Bergerat, Tony Carbonare                  | Masq / Sterne | 05:50 | Autorisation de délirer                                            |
| 1998  | La Ballade d'Abdallah Géronimo Cohen                                 | Hubert-Félix Thiéfaine                      | Tony Carbonare                                  | Tristar Music | 04:55 | Le Bonheur de la tentation                                         |
| 1978  | La Cancoillotte                                                      | Hubert-Félix Thiéfaine                      | Hervé Bergerat                                  | Sterne        | 01:55 | Tout corps vivant branché sur le secteur étant appelé à s'émouvoir |
| 1978  | La Dèche, le Twist et le Reste                                       | Hubert-Félix Thiéfaine                      | Hervé Bergerat                                  | Sterne        | 03:02 | Tout corps vivant branché sur le secteur étant appelé à s'émouvoir |
| 1978  | La Fille du coupeur de joints                                        | Hubert-Félix Thiéfaine                      | Hervé Bergerat                                  | Sterne        | 03:52 | Tout corps vivant branché sur le secteur étant appelé à s'émouvoir |
| 1978  | La Fin du Saint-Empire romain germanique                             | Hubert-Félix Thiéfaine                      | Hervé Bergerat                                  | Sterne        | 02:28 | Tout corps vivant branché sur le secteur étant appelé à s'émouvoir |
| 1978  | La Maison Borniol                                                    | Hubert-Félix Thiéfaine                      | Hervé Bergerat                                  | Sterne        | 04:18 | Tout corps vivant branché sur le secteur étant appelé à s'émouvoir |
| 1979  | La Môme kaléidoscope                                                 | Hubert-Félix Thiéfaine                      | Hervé Bergerat, Tony Carbonare                  | Masq / Sterne | 04:08 | Autorisation de délirer                                            |
| 1996  | La Nostalgie de dieu                                                 | Hubert-Félix Thiéfaine                      | Tony Carbonare                                  | Tristar Music | 04:27 | La Tentation du bonheur                                            |
| 2005  | La Nuit de la samain                                                 | Roberto Briot                               | Philippe Paradis                                | RCA           | 04:40 | Scandale mélancolique                                              |
| 1996  | La Philosophie du chaos                                              | Hubert-Félix Thiéfaine                      | Tony Carbonare                                  | Tristar Music | 02:58 | La Tentation du bonheur                                            |
| 1979  | La Queue                                                             | Hubert-Félix Thiéfaine                      | Hervé Bergerat, Tony Carbonare                  | Masq / Sterne | 05:20 | Autorisation de délirer                                            |
| 2011  | La Ruelle des morts                                                  | Jean-François Peculier, Pierre Le Feuvre    | Edith Fambuena, Jean-Louis Piérot               | Sony Music    | 03:49 | Suppléments de mensonge                                            |
| 1993  | La Terre tremble                                                     | Hubert-Félix Thiéfaine                      | Chris Spedding                                  | Tristar Music | 03:25 | Fragments d'hébétude                                               |
| 1979  | La Vierge au Dodge 51                                                | Hubert-Félix Thiéfaine                      | Hervé Bergerat, Tony Carbonare                  | Masq / Sterne | 02:50 | Autorisation de délirer                                            |
| 2005  | Last exit to Paradise (avec la participation d'Angèle David Guillou) | Philippe Paradis                            | Philippe Paradis                                | RCA           | 02:42 | Scandale mélancolique                                              |
| 1978  | Le Chant du fou                                                      | Hubert-Félix Thiéfaine                      | Hervé Bergerat                                  | Sterne        | 04:14 | Tout corps vivant branché sur le secteur étant appelé à s'émouvoir |
| 1998  | Le Chaos de la philosophie                                           | Hubert-Félix Thiéfaine                      | Tony Carbonare                                  | Tristar Music | 02:54 | Le Bonheur de la tentation                                         |
| 2005  | Le Jeu de la folie                                                   | Philippe Paradis                            | Philippe Paradis                                | RCA           | 04:16 | Scandale mélancolique                                              |
| 2001  | Le Touquet juillet 1925                                              | Hubert-Félix Thiéfaine                      | Jeff Cahours                                    | Epic          | 03:54 | Défloration 13                                                     |
| 2007  | Le Vieux Bluesman et la bimbo                                        | Paul Personne                               | Alain Lahana, Francine Nicolas, François Pinard | RCA           | 05:29 | Amicalement blues (en collaboration avec Paul Personne)            |
| 1982  | Les Dingues et les Paumés                                            | Claude Mairet                               | Hervé Bergerat                                  | Masq / Sterne | 04:35 | Soleil cherche futur                                               |
| 2007  | Les Douceurs de la vengeance                                         | Paul Personne                               | Alain Lahana, Francine Nicolas, François Pinard | RCA           | 04:27 | Amicalement blues (en collaboration avec Paul Personne)            |
| 2001  | Les Fastes de la solitude                                            | Hubert-Félix Thiéfaine                      | Jeff Cahours                                    | Epic          | 07:04 | Défloration 13                                                     |
| 2011  | Les Filles du sud                                                    | Hubert-Félix Thiéfaine                      | Edith Fambuena, Jean-Louis Piérot               | Sony Music    | 05:05 | Suppléments de mensonge                                            |
| 2005  | Les Jardins sauvages                                                 | Mickaël Furnon                              | Philippe Paradis                                | RCA           | 03:16 | Scandale mélancolique                                              |
| 1993  | Les Mouches bleues                                                   | Hubert-Félix Thiéfaine                      | Chris Spedding                                  | Tristar Music | 05:10 | Fragments d'hébétude                                               |
| 2011  | Les Ombres du soir                                                   | Hubert-Félix Thiéfaine                      | Edith Fambuena, Jean-Louis Piérot               | Sony Music    | 08:55 | Suppléments de mensonge                                            |
| 2005  | Libido Moriendi                                                      | Philippe Paradis                            | Philippe Paradis                                | RCA           | 04:08 | Scandale mélancolique                                              |
| 2011  | Lobotomie Sporting Club                                              | Jean-François Peculier, Pierre Le Feuvre    | Edith Fambuena, Jean-Louis Piérot               | Sony Music    | 02:38 | Suppléments de mensonge                                            |
| 2005  | Loin de temples en marbre de lune                                    | Philippe Paradis                            | Philippe Paradis                                | RCA           | 03:31 | Scandale mélancolique                                              |
| 1982  | Loreleï sébasto cha                                                  | Claude Mairet                               | Hervé Bergerat                                  | Masq / Sterne | 03:52 | Soleil cherche futur                                               |
| 2014  | Lubies sentimentales                                                 | Cali                                        | Dominique Ledudal, Lucas Thiéfaine              | Sony Music    | 03:48 | Stratégie de l'inespoir                                            |
| 1993  | Maalox Texas blues                                                   | Hubert-Félix Thiéfaine                      | Chris Spedding                                  | Tristar Music | 05:48 | Fragments d'hébétude                                               |
| 1981  | Mathématiques souterraines                                           | Hubert-Félix Thiéfaine                      | Hervé Bergerat                                  | Sterne        | 05:22 | Dernières balises (avant mutation)                                 |
| 2014  | Médiocratie                                                          | Mathieu Monnaert                            | Dominique Ledudal, Lucas Thiéfaine              | Sony Music    | 03:32 | Stratégie de l'inespoir                                            |
| 1998  | Méthode de dissection du pigeon à Zone-la-Ville                      | Hubert-Félix Thiéfaine                      | Tony Carbonare                                  | Tristar Music | 04:55 | Le Bonheur de la tentation                                         |
| 1990  | Misty dog in love                                                    | Hubert-Félix Thiéfaine                      | Barry Reynolds                                  | Justine       | 04:53 | Chroniques bluesymentales                                          |
| 1996  | Mojo dépanneur TV (1948-2023)                                        | Hubert-Félix Thiéfaine                      | Tony Carbonare                                  | Tristar Music | 04:28 | La Tentation du bonheur                                            |
| 2014  | Mytilène Island                                                      | Jeanne Cherhal                              | Dominique Ledudal, Lucas Thiéfaine              | Sony Music    | 02:48 | Stratégie de l'inespoir                                            |
| 1981  | Narcisse 81                                                          | Claude Mairet                               | Hervé Bergerat                                  | Sterne        | 03:25 | Dernières balises (avant mutation)                                 |
| 1986  | Narine narchande                                                     | Hubert-Félix Thiéfaine                      | Tony Carbonare                                  | Masq / Sterne | 01:30 | Météo für nada                                                     |
| 1984  | Nyctalopus airline                                                   | Claude Mairet                               | Tony Carbonare                                  | Sterne        | 05:30 | Alambic / Sortie Sud                                               |
| 1996  | Orphée nonante huit                                                  | Hubert-Félix Thiéfaine                      | Tony Carbonare                                  | Tristar Music | 04:11 | La Tentation du bonheur                                            |
| 2001  | Parano safari en egotrip transit ou comment plumer son ange gardien  | Hubert-Félix Thiéfaine                      | Jeff Cahours                                    | Epic          | 03:23 | Défloration 13                                                     |
| 1993  | Paranoïd game                                                        | Hubert-Félix Thiéfaine                      | Chris Spedding                                  | Tristar Music | 04:08 | Fragments d'hébétude                                               |
| 2011  | Petit matin, 4 h 10, heure d'été                                     | Hubert-Félix Thiéfaine                      | Edith Fambuena, Jean-Louis Piérot               | Sony Music    | 05:48 | Suppléments de mensonge                                            |
| 2007  | Photographie d’un rêveur                                             | Paul Personne                               | Alain Lahana, Francine Nicolas, François Pinard | RCA           | 05:36 | Amicalement blues (en collaboration avec Paul Personne)            |
| 1981  | Photographie tendresse                                               | Hubert-Félix Thiéfaine                      | Hervé Bergerat                                  | Sterne        | 00:49 | Dernières balises (avant mutation)                                 |
| 1990  | Pogo sur la deadline                                                 | Hubert-Félix Thiéfaine                      | Barry Reynolds                                  | Justine       | 04:30 | Chroniques bluesymentales                                          |
| 1990  | Portrait de femme en 1922                                            | Hubert-Félix Thiéfaine                      | Barry Reynolds                                  | Justine       | 06:12 | Chroniques bluesymentales                                          |
| 1986  | Precox ejaculator                                                    | Claude Mairet                               | Tony Carbonare                                  | Masq / Sterne | 04:25 | Météo für nada                                                     |
| 1978  | Première descente aux enfers par la face nord                        | Hubert-Félix Thiéfaine                      | Hervé Bergerat                                  | Sterne        | 03:01 | Tout corps vivant branché sur le secteur étant appelé à s'émouvoir |
| 1980  | Psychanalyse du singe                                                | Hubert-Félix Thiéfaine                      | Hervé Bergerat                                  | Sterne        | 02:50 | De l'amour, de l'art ou du cochon                                  |
| 1996  | Psychopompes/métempsychose et sportswear                             | Hubert-Félix Thiéfaine                      | Tony Carbonare                                  | Tristar Music | 04:53 | La Tentation du bonheur                                            |
| 1988  | Pulque, mescal y tequila                                             | Claude Mairet                               | Hervé Bergerat, Tony Carbonare                  | Masq / Sterne | 06:00 | Eros über alles                                                    |
| 2001  | Quand la banlieue descendra sur la ville                             | Hubert-Félix Thiéfaine                      | Jeff Cahours                                    | Epic          | 05:50 | Défloration 13                                                     |
| 2011  | Québec November Hotel                                                | Dominique Dalcan                            | Edith Fambuena, Jean-Louis Piérot               | Sony Music    | 03:14 | Suppléments de mensonge                                            |
| 1981  | Redescente climatisée                                                | Hubert-Félix Thiéfaine                      | Hervé Bergerat                                  | Sterne        | 04:57 | Dernières balises (avant mutation)                                 |
| 2007  | Rendez-vous au dernier carrefour                                     | Paul Personne                               | Alain Lahana, Francine Nicolas, François Pinard | RCA           | 03:00 | Amicalement blues (en collaboration avec Paul Personne)            |
| 2014  | Résilience zéro                                                      | Arman Méliès                                | Dominique Ledudal, Lucas Thiéfaine              | Sony Music    | 04:40 | Stratégie de l'inespoir                                            |
| 2014  | Retour à Célingrad                                                   | Julien Perez                                | Dominique Ledudal, Lucas Thiéfaine              | Sony Music    | 03:04 | Stratégie de l'inespoir                                            |
| 1998  | Retour vers la lune noire                                            | Hubert-Félix Thiéfaine                      | Tony Carbonare                                  | Tristar Music | 05:13 | Le Bonheur de la tentation                                         |
| 1982  | Rock joyeux                                                          | Hubert-Félix Thiéfaine                      | Hervé Bergerat                                  | Masq / Sterne | 02:42 | Soleil cherche futur                                               |
| 1979  | Rock-autopsie                                                        | Tony Carbonare                              | Hervé Bergerat, Tony Carbonare                  | Masq / Sterne | 03:38 | Autorisation de délirer                                            |
| 2001  | Roots et déroutes plus croisement                                    | Hubert-Félix Thiéfaine                      | Jeff Cahours                                    | Epic          | 05:47 | Défloration 13                                                     |
| 2005  | Scandale mélancolique (composé par Frédéric Lo)                      | Frédéric Lo                                 | Philippe Paradis                                | RCA           | 04:18 | Scandale mélancolique                                              |
| 1981  | Scène de panique tranquille                                          | Hubert-Félix Thiéfaine                      | Hervé Bergerat                                  | Sterne        | 00:57 | Dernières balises (avant mutation)                                 |
| 1980  | Scorbut                                                              | Hubert-Félix Thiéfaine                      | Hervé Bergerat                                  | Sterne        | 03:03 | De l'amour, de l'art ou du cochon                                  |
| 1996  | Sentiments numériques revisités                                      | Hubert-Félix Thiéfaine                      | Tony Carbonare                                  | Tristar Music | 06:33 | La Tentation du bonheur                                            |
| 1988  | Septembre rose                                                       | Claude Mairet et Hubert-Félix Thiéfaine     | Hervé Bergerat, Tony Carbonare                  | Masq / Sterne | 03:55 | Eros über alles                                                    |
| 1993  | Série de 7 rêves en crash position                                   | Hubert-Félix Thiéfaine                      | Chris Spedding                                  | Tristar Music | 05:28 | Fragments d'hébétude                                               |
| 1982  | Soleil cherche futur                                                 | Claude Mairet                               | Hervé Bergerat                                  | Masq / Sterne | 03:35 | Soleil cherche futur                                               |
| 1982  | Solexine et ganja                                                    | Hubert-Félix Thiéfaine                      | Hervé Bergerat                                  | Masq / Sterne | 05:50 | Soleil cherche futur                                               |
| 2007  | Spécial ado SMS blues                                                | Paul Personne                               | Alain Lahana, Francine Nicolas, François Pinard | RCA           | 04:09 | Amicalement blues (en collaboration avec Paul Personne)            |
| 1984  | Stalag-tilt                                                          | Claude Mairet                               | Tony Carbonare                                  | Sterne        | 03:36 | Alambic / Sortie Sud                                               |
| 2014  | Stratégie de l'inespoir                                              | Jean-François Péculier, Pierre Le Feuvre    | Dominique Ledudal, Lucas Thiéfaine              | Sony Music    | 03:00 | Stratégie de l'inespoir                                            |
| 2007  | Strindberg 2007                                                      | Paul Personne                               | Alain Lahana, Francine Nicolas, François Pinard | RCA           | 03:07 | Amicalement blues (en collaboration avec Paul Personne)            |
| 1986  | Sweet amanite phalloïde queen                                        | Claude Mairet                               | Tony Carbonare                                  | Masq / Sterne | 03:58 | Météo für nada                                                     |
| 1988  | Syndrome albatros                                                    | Claude Mairet                               | Hervé Bergerat, Tony Carbonare                  | Masq / Sterne | 04:35 | Eros über alles                                                    |
| 2011  | Ta vamp orchidoclaste                                                | Guillaume Soulan                            | Edith Fambuena, Jean-Louis Piérot               | Sony Music    | 03:38 | Suppléments de mensonge                                            |
| 1981  | Taxiphonant d'un pack de kro                                         | Hubert-Félix Thiéfaine                      | Hervé Bergerat                                  | Sterne        | 03:35 | Dernières balises (avant mutation)                                 |
| 2005  | Télégramme 2003                                                      | Elista                                      | Philippe Paradis                                | RCA           | 03:47 | Scandale mélancolique                                              |
| 1993  | Terrien, t'es rien                                                   | Hubert-Félix Thiéfaine                      | Chris Spedding                                  | Tristar Music | 06:15 | Fragments d'hébétude                                               |
| 2005  | That angry man on the pier                                           | Hubert-Félix Thiéfaine                      | Philippe Paradis                                | RCA           | 02:28 | Scandale mélancolique                                              |
| 1996  | Tita dong-dong song                                                  | Hubert-Félix Thiéfaine                      | Tony Carbonare                                  | Tristar Music | 04:53 | La Tentation du bonheur                                            |
| 2014  | Toboggan                                                             | Christopher Board et Hubert-Félix Thiéfaine | Dominique Ledudal, Lucas Thiéfaine              | Sony Music    | 04:03 | Stratégie de l'inespoir                                            |
| 2011  | Trois Poèmes pour Annabel Lee                                        | Arman Méliès                                | Edith Fambuena, Jean-Louis Piérot               | Sony Music    | 05:17 | Suppléments de mensonge                                            |
| 1990  | Un automne à Tanger (antinous nostalgia)                             | Hubert-Félix Thiéfaine                      | Barry Reynolds                                  | Justine       | 04:44 | Chroniques bluesymentales                                          |
| 1984  | Un vendredi 13 à 5h                                                  | Claude Mairet                               | Tony Carbonare                                  | Sterne        | 05:00 | Alambic / Sortie Sud                                               |
| 2001  | Une ambulance pour Elmo Lewis                                        | Hubert-Félix Thiéfaine                      | Jeff Cahours                                    | Epic          | 04:01 | Défloration 13                                                     |
| 1981  | Une fille au rhésus négatif                                          | Claude Mairet                               | Hervé Bergerat                                  | Sterne        | 03:24 | Dernières balises (avant mutation)                                 |
| 1993  | Une provinciale de petite bourgeoisie                                | Hubert-Félix Thiéfaine                      | Chris Spedding                                  | Tristar Music | 04:35 | Fragments d'hébétude                                               |
| 1979  | Variation autour du complexe d'Icare                                 | Hubert-Félix Thiéfaine                      | Hervé Bergerat, Tony Carbonare                  | Masq / Sterne | 02:09 | Autorisation de délirer                                            |
| 1980  | Vendôme gardenal snack                                               | Hubert-Félix Thiéfaine                      | Hervé Bergerat                                  | Sterne        | 04:40 | De l'amour, de l'art ou du cochon                                  |
| 1990  | Villes natales et frenchitude                                        | Hubert-Félix Thiéfaine                      | Barry Reynolds                                  | Justine       | 07:05 | Chroniques bluesymentales                                          |
| 1988  | Was ist das rock'n'roll                                              | Claude Mairet et Hubert-Félix Thiéfaine     | Hervé Bergerat, Tony Carbonare                  | Masq / Sterne | 03:20 | Eros über alles                                                    |
| 2005  | When Maurice meets Alice                                             | Philippe Paradis                            | Philippe Paradis                                | RCA           | 03:59 | Scandale mélancolique                                              |
| 1984  | Whiskeuses images again                                              | Claude Mairet                               | Tony Carbonare                                  | Sterne        | 03:50 | Alambic / Sortie Sud                                               |
| 2007  | Your terraplane is ready, mister Bob                                 | Paul Personne                               | Alain Lahana, Francine Nicolas, François Pinard | RCA           | 03:25 | Amicalement blues (en collaboration avec Paul Personne)            |
| 1986  | Zone chaude, môme                                                    | Claude Mairet et Hubert-Félix Thiéfaine     | Tony Carbonare                                  | Masq / Sterne | 03:35 | Météo für nada                                                     |
| 1990  | Zoo zumains zébus                                                    | Hubert-Félix Thiéfaine                      | Barry Reynolds                                  | Justine       | 03:55 | Chroniques bluesymentales                                          |